# My Dear Donovan
My Dear Donovan (tiếng Thái: โดโนวานที่รัก; RTGS: Donowan Thi Rak; tạm dịch: Donovan yêu dấu) là một bộ phim truyền hình Thái Lan phát sóng năm 2022 với sự tham gia của Tipnaree Weerawatnodom (Namtan) và Ishikawa Plowden (Luke). Bộ phim được chuyển thể từ bộ tiểu thuyết Sexy Guy, My Sexy Love của tác giả Nara.
Bộ phim được đạo diễn bởi Sakon Wongsinwiset và sản xuất bởi GMMTV cùng với Gmo Films . Đây là một trong 22 dự án phim truyền hình trong năm 2022 được GMMTV giới thiệu trong sự kiện "GMMTV 2022 Borderless" vào ngày 1 tháng 12 năm 2021. Bộ phim được phát sóng vào lúc 20:30 (ICT), thứ Tư và thứ Năm trên GMM 25 và có mặt trên nền tảng trực tuyến TrueID vào 22:30 (ICT) cùng ngày, bắt đầu từ ngày 10 tháng 8 năm 2022. Bộ phim kết thúc vào ngày 29 tháng 9 năm 2022.

## Diễn viên

### Diễn viên chính
- Tipnaree Weerawatnodom (Namtan) vai Pam
- Ishikawa Plowden (Luke) vai Donovan

### Diễn viên phụ
- Sireeporn Yuktadatta (Aerin) vai Jessica
- Pakkaramai Potranan (Tong) vai Dararai
- Suphakorn Sriphothong (Pod) vai Aood
- Chanokwanun Rakcheep (Took) vai Parichat (mẹ của Pam)
- Piyamas Maneeyakul (Pu) vai Savitree (bà của Pam)
- Krissana Sreadthatamrong vai Pun (ông của Pam)
- Nattharat Kornkaew (Champ) vai Pete

### Khách mời
- Bhasidi Petchsutee (Lookjun) vai Parichat (trẻ) (Tập 1)
- Thanaset Suriyapornchaikul (Euro) vai Nicky (Tập 3)
- Chanunphat Kamolkiriluck (Gigie)

## Nhạc phim
| Tên bài hát                                          | Thể hiện                        | Ref.  |
| ---------------------------------------------------- | ------------------------------- | ----- |
| So Hot                                               | Ishikawa Plowden (Luke)         | [ 4 ] |
| ถ้าเราไม่รู้จักกัน (Tha Rao Mai Ru Chak Kan)               | Archen Aydin (Joong)            | [ 5 ] |
| ถ้าเราไม่รู้จักกัน (Pam Version) (Tha Rao Mai Ru Chak Kan) | Tipnaree Weerawatnodom (Namtan) | [ 6 ] |

## Đón nhận

### Rating truyền hình Thái Lan
- Trong bảng dưới đây, màu xanh biểu thị rating thấp nhất và màu đỏ biểu thị rating cao nhất.

| Tập        | Khung giờ (UTC+07:00)   | Ngày phát sóng      | Tỷ lệ rating trung bình | Ref.   |
| ---------- | ----------------------- | ------------------- | ----------------------- | ------ |
| 1          | Thứ Tư - Thứ Năm, 20:30 | 10 tháng 8 năm 2022 | 0.153%                  | [ 7 ]  |
| 2          | Thứ Tư - Thứ Năm, 20:30 | 11 tháng 8 năm 2022 | 0179%                   | [ 8 ]  |
| 3          | Thứ Tư - Thứ Năm, 20:30 | 17 tháng 8 năm 2022 | 0.076%                  | [ 9 ]  |
| 4          | Thứ Tư - Thứ Năm, 20:30 | 18 tháng 8 năm 2022 | 0.101%                  | [ 10 ] |
| 5          | Thứ Tư - Thứ Năm, 20:30 | 24 tháng 8 năm 2022 | 0.125%                  | [ 11 ] |
| 6          | Thứ Tư - Thứ Năm, 20:30 | 25 tháng 8 năm 2022 | 0.204%                  | [ 12 ] |
| 7          | Thứ Tư - Thứ Năm, 20:30 | 31 tháng 8 năm 2022 |                         |        |
| 8          | Thứ Tư - Thứ Năm, 20:30 | 1 tháng 9 năm 2022  |                         |        |
| 9          | Thứ Tư - Thứ Năm, 20:30 | 7 tháng 9 năm 2022  |                         |        |
| 10         | Thứ Tư - Thứ Năm, 20:30 | 8 tháng 9 năm 2022  |                         |        |
| 11         | Thứ Tư - Thứ Năm, 20:30 | 14 tháng 9 năm 2022 |                         |        |
| 12         | Thứ Tư - Thứ Năm, 20:30 | 15 tháng 9 năm 2022 |                         |        |
| 13         | Thứ Tư - Thứ Năm, 20:30 | 21 tháng 9 năm 2022 |                         |        |
| 14         | Thứ Tư - Thứ Năm, 20:30 | 22 tháng 9 năm 2022 |                         |        |
| 15         | Thứ Tư - Thứ Năm, 20:30 | 28 tháng 9 năm 2022 |                         |        |
| 16         | Thứ Tư - Thứ Năm, 20:30 | 29 tháng 9 năm 2022 |                         |        |
| Trung bình | Trung bình              | Trung bình          | – 1                     | – 1    |

^1  Dựa trên tỷ lệ rating trung bình mỗi tập.